# Sean Murray
Sean Harland Murray (Bethesda, 15 de novembro de 1977) é um ator australiano-americano, conhecido pelo papel de Timothy McGee na série de TV NCIS.

## Origem
Murray nasceu em Bethesda, Maryland, nos Estados Unidos. Passou sua infância próximo de Coffs Harbour, em New South Wales, na Austrália, e possui dupla cidadania (americana e australiana). Sua mãe é Vivienne Bellisario, quarta esposa do produtor e roteirista americano Donald P. Bellisario, sendo, portanto, seu enteado. Ele tem um irmão, Chad W. Murray, que é produtor da série NCIS: Los Angeles, e sete meio-irmãos, entre eles a atriz Troian Bellisario, protagonista da série Pretty Little Liars.

## Carreira
Os créditos de Murray na televisão incluem um papel na sitcom da UPN The Random Years e um papel coadjuvante na comédia/western da CBS, "Harts of the West", em que atuou ao lado de Jeff Bridges. Apareceu também na série JAG, produzida por seu padrasto Donald P. Bellisario, e depois assumiu um dos papéis principais em NCIS, spin-off de JAG e também produzida por Bellisario. No cinema sua primeira aparição foi na comédia da Disney "Abracadabra" (Hocus Pocus, 1993). Participou também de "This Boy's Life" e "Too Romantic".

## Vida pessoal
Murray casou-se com Carrie James em 26 de Novembro de 2005, e tem dois filhos: Caitlyn Melissa Murray (3 de maio de 2007) e River James Murray (22 de abril de 2010). A filha de Murray foi uma estrela convidada com seu pai no episódio "The Brat Pack" da 19ª temporada de NCIS. Murray e sua esposa se separaram em março de 2024.

## Filmografia
| Ano           | Título                                    | Papel                 | Notas                                                                                           |
| ------------- | ----------------------------------------- | --------------------- | ----------------------------------------------------------------------------------------------- |
| 1991          | Backfield in Motion                       | Joe Jr.               | Telefilme                                                                                       |
| 1991          | Civil Wars                                | Chris Conway          | Episódio: "The Pound and the Fury"                                                              |
| 1992          | Too Romantic                              | Tim                   | Filme curto                                                                                     |
| 1993          | Hocus Pocus                               | Thackery Binx         | Nomeado para – Young Artist Award pelo Best Youth Actor Leading Role in a Motion Picture Comedy |
| 1993          | This Boy's Life                           | Jimmy Voorhees        | Telefilme                                                                                       |
| 1993          | River of Rage: The Taking of Maggie Keene | Matthew Keene         |                                                                                                 |
| 1994          | Harts of the West                         | Zane Grey Hart        | 5 episódios                                                                                     |
| 1995          | ER                                        | Bret Logan            | Episódio: "A Miracle Happens Here"                                                              |
| 1995          | Silk Stalkings                            | Derek Paston          | Episódio: "Sweet Punishment"                                                                    |
| 1995          | Trial by Fire                             | Danny                 | Telefilme                                                                                       |
| 1996          | Fall Into Darkness                        | Jerry Price           | Telefilme                                                                                       |
| 1996          | For My Daughter's Honor                   | Ralph                 | Telefilme                                                                                       |
| 1996          | The Lottery                               | Henry Watkins         | Telefilme                                                                                       |
| 1997          | The Sleepwalker Killing                   | Christopher Lane      | Telefilme                                                                                       |
| 1998–2001     | JAG                                       | Ens. Guitry           | Episódio: "Innocence"                                                                           |
| 1998–2001     | JAG                                       | Danny Walden          | 6 episódios                                                                                     |
| 1999          | Touched by an Angel                       | William 'Will' Heller | Episódio: "My Brother's Keeper"                                                                 |
| 2000          | Boston Public                             | David                 | Episódio: "Chapter Three"                                                                       |
| 2001          | Spring Break Lawyer                       | Nick Kepper           | Telefilme                                                                                       |
| 2002          | The Random Years                          | Todd Mitchell         | Regular na série (7 episódios—4 não lançados)                                                   |
| 2003–presente | NCIS                                      | Timothy McGee         | Personagem principal                                                                            |
| 2017          | NCIS: New Orleans                         | Timothy McGee         | Episódio: "Pandora's Box (Parte II)"                                                            |